# La Princesse sans cœur
La Princesse sans cœur est une mélodie d'Augusta Holmès composée en 1889.

## Composition
Augusta Holmès compose La Princesse sans cœur en 1889, sur un poème qu'elle écrit elle-même. L'œuvre existe en deux versions, dont une en si majeur pour ténor ou soprano. Elle a été publiée aux éditions Tellier la même année.

## Réception
La Princesse sans cœur fait partie des mélodies les plus connues de la compositrice.